# Míle (římská)
Římská míle je označení starověké jednotky délky. Měří 1478,7 metrů a byla používána v celé Římské říši. Postupem času se přizpůsobovala místním systémům měření, proto dnes výraz míle představuje různé vzdálenosti. Anglická statutární míle o 5280 stopách tedy měří 1 609,4 m, zeměpisná míle potom 7 420 m, námořní míle má 1 852 m a tak dále.
Název jednotky je odvozen z latinského mille passus, což znamená tisíc dvojkroků. Nižší jednotka, dvojkrok (passus), se skládá z pěti římských stop a odpovídá délce 1,478 metru. Římská míle je typickou ukázkou jednotky měření, která má vztah ke každodennímu životu. V posloupnosti: palec, stopa, dvojkrok, míle.
Údaje o délce této jednotky se v současné literatuře liší, někdy je uváděno též 1472 m nebo 1481,5 m. Rozdíly vznikají při zaokrouhlování v řádech setin a tisícin mm při určování velikosti římského palce (digitus). V období starověku nebylo v možnostech aedilů a později praefecta urbi dosáhnout takové přesnosti měření.
Na římských silnicích byly osazovány v této vzdálenosti milníky, které označovaly vzdálenost od nějakého význačného bodu. Císař Augustus nechal postavit na Foru Romanu zlatý milník, který označoval střed říše a začátek silnic.